# Strach ma wielkie oczy
Strach ma wielkie oczy (ros. Ничуть не страшно) – radziecki krótkometrażowy film animowany z 1981 roku w reżyserii Leonida Kajukowa. Scenariusz napisał Andriej Kiriłłow).

## Obsada (głosy)
- Kłara Rumianowa
- Jelena Stiepanienko
- Oleg Anofrijew

## Animatorzy
Galina Zołotowska, Antonina Aloszyna, Anatolij Abarieniow, Tatjana Pomierancewa, Wioletta Kolesnikowa, O. Isakowa, Galina Zebrowa, Rienata Mirienkowa, Nikołaj Fiodorow, Zoja Monietowa, Olga Orłowa

## Fabuła
Bohaterami filmu są dwaj bracia, którzy wyruszają w nocy po kwiaty jako prezent dla swojej mamy. Przełamując poczucie strachu, osiągają swój cel.